# شهرستان پلوماس (کالیفرنیا)
شهرستان پلوماس در سیرا نوادا در ایالت کالیفرنیا، آمریکا واقع شده‌است. مطابق با سرشماری سال ۲۰۰۰ جمعیت آن معادل ۲۰٬۸۲۴ نفر برآورد شده‌است. بخشداری آن کوئینسی می‌باشد.